# Mureaumont
Mureaumont település Franciaországban, Oise megyében. Lakosainak száma 140 fő (2022. január 1.). Mureaumont Loueuse, Campeaux, Ernemont-Boutavent, Omécourt, Saint-Arnoult és Formerie községekkel határos.

## Népesség
A település népességének változása:
| Lakosok száma | 139  | 148  | 156  | 153  | 156  | 159  | 153  | 146  | 140  |
|               | 2013 | 2015 | 2016 | 2017 | 2018 | 2019 | 2020 | 2021 | 2022 |